# Charles Auguste Frossard
Pour les articles homonymes, voir Frossard.
Charles Auguste Frossard, né le 26 avril 1807 à Versailles et mort le 31 août 1875 à Châteauvillain (Haute-Marne), est un général français.  

## Biographie

### Formation
Il entre à l'École polytechnique en 1825 et choisit à sa sortie d'intégrer l'arme du Génie militaire. 

### Conquête de l'Algérie
Il participe à la conquête de l'Algérie et y effectue trois séjours, en 1834-1838, puis 1853-1854 et en 1858. 

### Guerre de Crimée
Il participe au siège de Rome en 1849 et au siège de Sébastopol en 1855, après quoi il est promu général de brigade en 1855, puis général de division quatre ans plus tard et chef du génie.

### Campagne d'Italie
C'est à ce grade qu'il prend part à la campagne d'Italie, participant aux batailles de Magenta et de Solférino. Batailles qui lui valurent d'être élevé au rang de grand officier de la légion d'honneur le 25 juin 1859. 
Le 28 décembre 1867, il reçoit la médaille militaire et Napoléon III, en fait son aide de camp et gouverneur de son Altesse le Prince impérial.

### Guerre franco-prussienne de 1870
Dans la période 1866-1870, ayant jugé le conflit inévitable entre la France et l'Allemagne, il tente de préparer son pays à la guerre. Lorsque celle-ci éclate, Napoléon III le nomme commandant du 2e corps d'armée. Le 6 août 1870 à la bataille de Forbach-Spicheren, il tente de tenir la position en attendant des renforts qui ne lui parviendront jamais, mais est contraint de se retirer. 
Le 16 août, à Mars-la-Tour, le 2e corps supporte seul les charges de l'ennemi. Après la défaite à la bataille de Saint-Privat, l'armée française est enfermée dans le siège de Metz et tente de résister à la 2e armée du prince Frédéric Charles de Prusse. Bazaine décide de la reddition le 23 octobre.

## Décorations
- Grand officier de la Légion d'honneur (1859)
- Médaille commémorative de la campagne d'Italie (1859)
- Chevalier de l'ordre de Léopold (Belgique)
- Médaille militaire (1867)